# Anna Arrowsmith

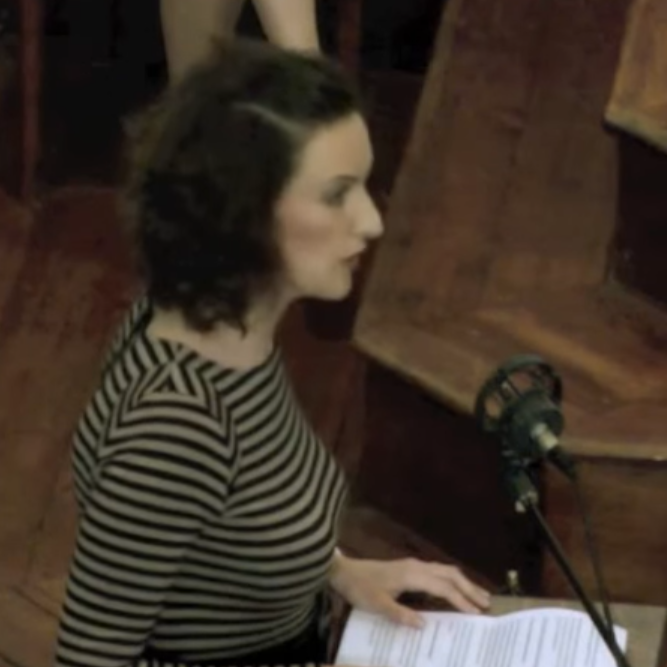
Anna Arrowsmith

Anna Arrowsmith, auch bekannt unter dem Pseudonym Anna Span (* 1971 in Kent, Großbritannien), ist eine britische Regisseurin und Produzentin von pornografischen Filmen, sowie Politikerin. Ihre Filmproduktionen werden dem Bereich der feministischen Pornografie zugerechnet; sie versteht sich selbst als Teil der Bewegung für einen Sex-positiven Feminismus.

## Leben
Arrowsmith ist die Tochter des britischen Finanzexperten Clive Thompson. Sie studierte am Central Saint Martins College of Art and Design Medienkunst und drehte 1998 im Rahmen ihres Studiums ihren ersten Pornofilm. Danach wechselte sie zum Fernsehen. Die erste Folge ihrer Show Eat Me/Keep Me war ein großer Erfolg, und es folgten rund 100 weitere Folgen. Später gründete Span ihre eigene Firma und veröffentlicht unter dem Label Anna Span’s Diary ihre Filme.
Spans Filme sind keine Frauenpornos im üblichen Sinne, sondern humorvoll umgesetzte Pornogeschichten, die aus weiblicher Sicht gefilmt wurden. Dies ist auch ein Grund, warum Spans Aufnahmeteam fast nur aus Frauen besteht. In ihren Filmen nimmt Span auch gerne humorvoll ihre Landsleute auf die Schippe, sei es die Polizei, das Gesundheitswesen oder den bekannt guten britischen Service. Ihr Film Hug a Hoodie wurde im Jahr 2007 mit fünf UK Adult Film Awards ausgezeichnet: Best Director, Best Female Actress, Best Reality Porn Film, Best Softcore Production.
Im März 2010 gab sie bekannt, als Kandidatin der Liberaldemokraten bei Parlamentswahlen in Großbritannien zu kandidieren.
Arrowsmith ist verheiratet und wohnt bei Tunbridge Wells.

## Auszeichnungen
- 2007: UK Adult Film Awards – Best Director (Hug a Hoodie)
- 2007: UK Adult Film Awards – Best Reality Porn Film (Hug a Hoodie)
- 2007: UK Adult Film Awards – Best Softcore Production (Hug a Hoodie)